# Pedro Parias González
Pedro Parias González (Peñaflor, 9 de enero de 1876-Sevilla, 1 de febrero de 1938) fue un militar, terrateniente y político español, fue uno de los hombres clave del general Gonzalo Queipo de Llano para el triunfo del golpe de Estado en Sevilla que dio inicio a la Guerra Civil en julio de 1936.

## Biografía
Militar de profesión, ingresó en la Academia de Caballería de Valladolid en 1893, llegando al grado de coronel. Durante la dictadura de Primo de Rivera, presidió la Diputación Provincial de Sevilla. Una vez proclamada la Segunda República, ya retirado como militar, participó en la represión de los trabajadores en huelga en Sevilla en 1931. Así, junto a otros paisanos terratenientes y propietarios, conformaron un grupo de voluntarios, tratando de defender el saqueo de cortijo y quema de Iglesias por parte de los grupos paramilitares de extrema izquierda. Compañero y amigo de promoción del general Queipo de Llano, fue uno de los hombres clave conocedores del golpe de Estado que iba a producirse el 17 y 18 de julio de 1936, así como de los planes para el control de la ciudad de Sevilla y su provincia. El día 18 de julio, Queipo de Llano nombró a Parias gobernador civil de Sevilla y el tiempo que estuvo al mando de la gobernación, fue una de las personas claves de la represión hasta su fallecimiento por muerte natural en febrero de 1938.